# Кэпэцынэ, Светлана
Светлана Кэпэцынэ (рум. Svetlana Căpățînă; 2 октября 1969, Оргеев, Молдавская ССР, СССР — 25 января 2022, Кишинёв, Республика Молдова) — молдавский политический деятель, депутат Парламента Республики Молдова с 23 июля 2021 по 25 января 2022 года.

## Биография
Родилась 2 октября 1969 года в городе Орхей (Оргеев), Молдавской ССР.
Окончила Оргеевское педагогическое училище (1984—1988) и Молдавский университет европейских исследований (2013—2017).
В 1988—1992 гг. учитель начальных классов Оргеевской средней школы. Затем до 2021 года работала в Оргеевском районном отделе образования в должностях от методиста до главного специалиста.
С 2017 года первый секретарь районного комитета Партии коммунистов Республики Молдова (ПКРМ).
Избрана депутатом Парламента Республики Молдова 11 июля 2021 года по спискам Блока коммунистов и социалистов (БКС).
Умерла 25 января 2022 года от осложнений, вызванных коронавирусной инфекцией. Её депутатский мандат перешёл к следующему в списке БКС кандидату Александру Нестеровскому.
Семья — муж и трое детей.